# Ŕ
O Ŕ (minúscula: ŕ) é uma letra (R latino, adicionado de um acento agudo) utilizada no alfabeto eslovaco.